# (9921) 1981 EO18
(9921) 1981 EO18 là một tiểu hành tinh vành đai chính. Nó quay quanh Mặt Trời mỗi 3.67 năm.
Được phát hiện ngày 2 tháng 3 năm 1981 bởi Schelte Bus ở Đài thiên văn Siding Spring, tên chỉ định của nó là "1981 EO18".